# إيغور تودور
إيغور تيودور (بالكرواتية: Igor Tudor)، من مواليد 16 أبريل 1978 في سبليت في كرواتيا، لاعب كرة قدم كرواتي سابق ومدرب نادي يوفنتوس الحالي.
بدأ مسيرته الكروية مع نادي هايدوك سبليت في عام 1995، ولعب معهم حتى عام 1998، وشارك معهم في 58 مباراة وسجل 5 أهداف، وفي عام 1998 انتقل إلى نادي يوفنتوس الإيطالي، ولعب معهم حتى عام 2005، وشارك معهم في تلك الفترة في 110 مباريات وسجل 15 هدف، وفي موسم 2005/2006 أعير إلى نادي سيينا، ولعب معهم 39 مباراة وسجل هدفين، قبل أن يختتم مسيرته في نادي طفولته هايدوك سبليت.
و قد لعب مع منتخب كرواتيا لكرة القدم منذ عام 1997 وحتى عام 2006، حيث شارك معهم في 55 مباراة وسجل 3 أهداف.

## مسيرته الكروية
لعب إيغور تودور خلال مسيرته الاحترافية مع 3 أندية في أربعة عشر موسمًا وسجل خلالها 21 هدفًا ضمن 215 مباراة. ولم يفز بأي موسم بالكأس وفاز في موسمين بالدوري.
خاض إيغور تودور مسيرته مع نادي هايدوك سبليت في موسم 1995–96 في المرة الأولى واستمر معه طيلة ثلاثة مواسم ثم في موسم 2007–08 لمدة موسم واحد، مشاركًا طوالها في 66 مباراة سجل خلالها 4 أهداف. ثم انتقل إلى نادي يوفنتوس في موسم 1998–99 في المرة الأولى ليلعب معه سبعة مواسم ثم في موسم 2006–07 لمدة موسم واحد، حيث شارك طوالها في 110 مباراة سجل خلالها 15 هدفًا. لينتقل بعدها إلى نادي سيينا في موسم 2004–05 ولمدة موسمين، مشاركًا في 39 مباراة سجل خلالها هدفين.

## روابط خارجية
- إيغور تودور على موقع الاتحاد الدولي (مؤرشف)  (الإنجليزية)
- إيغور تودور على موقع الاتحاد الأوربي (الإنجليزية)
- إيغور تودور على موقع قاعدة بيانات كرة القدم.إي يو (الإنجليزية)
- إيغور تودور على موقع ليكيب (الفرنسية)
- إيغور تودور على موقع ناشيونال فوتبول تيمز (الإنجليزية)
- إيغور تودور على موقع Soccerbase.com (لاعب) (الإنجليزية)
- إيغور تودور على موقع Soccerbase.com (مدرب) (الإنجليزية)
- إيغور تودور على موقع Soccerway.com (الإنجليزية)
- إيغور تودور على موقع عالم كرة القدم.نت (الإنجليزية)
- إيغور تودور على موقع كووورة